# Clay City (Indiana)
Clay City è un comune degli Stati Uniti d'America, situato nello Stato dell'Indiana, nella contea di Clay.